# Rema (музикант)
Дівайн Ікубор (нар. 1 травня 2000, Бенін-Сіті, Нігерія), відомий за псевдонімом Rema (Рема) — нігерійський співак, автор пісень та репер. Зіркою став після випуску пісні «Dumebi». У 2019 році підписав угоду із звукозаписувальною компанією Jonzing World, дочірньою компанією Mavin Records.

## Раннє життя
Дівайн Ікубор народився 2000 року в християнській родині в Бенін-Сіті штату Едо на півдні Нігерії. Співати та читати реп він почав ще навчаючись у середній загальноосвітній школі. Він відвідував школу в групі шкіл Ігіхіле штату Едо. Його батько і старший брат померли, Дівайн виховувався його матір'ю.

## Музична кар'єра
Дівайн Ікубор почав співати в церквах з Alpha P. У 2018 році він опублікував в Instagram фрістайл на трек Д'Прінса «Gucci Gang», що швидко став вірусним. Цей пост привернув увагу Д'Прінса, який відвіз його до Лагоса, щоб запропонувати молодому таланту контракт зі звукозаписувальною компанією. У 2019 році Rema підписав контракт із D'Prince's Jonzing World, дочірньою компанією Mavin Records, що належить продюсеру Дону Джазі. У 2019 році він випустив свій однойменний дебютний мініальбом Rema, який посів перше місце в Apple Music Nigeria. 21 травня 2019 року Jonzing World та Mavins випустили музичне відео «Dumebi», головної пісні, що стала мегапопулярною з його однойменного мініальбому, у відеокліпі пісні знялася Діана Енедже. Кліп було знято Адемолою Фаломо і станом на травень 2023 року має понад 65 мільйонів переглядів на YouTube. Пізніше того ж літа, у 2019 році, одна з інших його найпопулярніших пісень з мініальбому набула більшої популярності, коли її помістили в літній список відтворення колишнього президента Сполучених Штатів Америки Барака Обами.
У травні 2021 року Rema оголосив, що називатиме свій саунд «Afrorave», піджанр афробітів із впливом арабської та індійської музики, що призвело до того, що він має одну з найпотужніших баз шанувальників у країні, відомих як Ravers.
У вересні 2021 року Rema був представлений як амбасадор бренду популярного безалкогольного напою Pepsi разом зі своєю колегою по лейблу Айрою Старр.
7 листопада 2022 року Rema отримав нагороду на сцені під час свого концерту в Лондоні, оскільки його пісні зібрали 1 мільярд трансляцій по всьому світу.

### Rave & Roses
Після того, як Rema підписав контракт із Jonzing World у 2019 році, він випустив свій дебютний мініальбом Rema. Після ще двох мініальбомів він випустив свій дебютний альбом Rave &amp; Roses 25 березня 2022 року. Альбом включає 16 треків і композиції від 6lack, Кріса Брауна, AJ Tracey та Yseult. Альбом потрапив до десятки найкращих пісень у чарті US Billboard Afrobeats Chart після свого дебютного тижня. Його сингл «Calm Down», включаючи семпл із треку «So Fine» іншого нігерійського виконавця Crayon, потрапив у чарти через п'ять місяців після офіційного релізу. Він став найбільш перегляданим афробіт-відео на Youtube. 26 серпня 2022 року Rema випустив ремікс своєї пісні «Calm Down» із Селеною Гомес яка посіла 6-те місце на Billboard Hot 100 і 1-ше місце у Billboard Global Excl. U.S. Chart.
У лютому 2023 року Rema отримав нагороду Digital Artist of the Year на церемонії вручення нагород MVP Soundcity, яка проходила в конференц-центрі Eko в Лагосі.

## Нагороди
19 жовтня 2019 року Rema виграла Next Rated і була номінована на Вибір глядачів під час 13-го випуску The Headies. 12 січня 2020 року він отримав нагороду Soundcity MVP Awards у номінації «Найкращий новий виконавець». 15 червня 2020 року Rema був номінований на премію BET Awards 2020 разом із Burna Boy і Wizkid. Вони були єдиними нігерійськими артистами, номінованими на премії 2020 року. Трек Rema Woman досяг п'ятнадцятого місця в рейтингу World Digital Song Sales.

## Особисте життя
Рема є прихильником футбольного клубу «Манчестер Юнайтед». Він також повідомив у Twitter, що вступив до університету Лагосу, щоб здійснити мрію своєї матері та здобути освітній ступінь.
28 вересня 2020 року Rema опублікував у Twitter звинувачення на адресу Народно-демократичної партії Нігерії (PDP) через смерть свого батька Джастіса Ікубора, який був колишнім лідером партії.

## У культурі
У вересні 2020 року пісні Rema увійшли до саундтреків відеогри FIFA 21.

## Дискографія

### Студійні альбоми
| Назва        | Деталі альбому                                                                                                  | Пікові позиції у чартах | Пікові позиції у чартах | Пікові позиції у чартах | Пікові позиції у чартах |
| Назва        | Деталі альбому                                                                                                  | Канада                  | Франція                 | Нідерланди              | США                     |
| ------------ | --- | ----------------------- | ----------------------- | ----------------------- | ----------------------- |
| Rave & Roses | - Випущено: 25 березня 2022 - Лейбл: Jonzing World, Mavin - Формати: цифрове завантаження, Потокове мультимедіа | 15                      | 31                      | 13                      | 81                      |

### Альбоми-збірки
| Назва            | Деталі альбому                                                                                              |
| ---------------- | --- |
| Rema Compilation | - Випущено: 9 липня 2020 - Лейбл: Jonzing World, Mavin - Формат: цифрове завантаження, потокове мультимедіа |

### Мініальбоми
| Назва        | Деталі альбому                                                                                                 |
| ------------ | --- |
| Rema         | - Випущено: 22 березня 2019 - Лейбл: Jonzing World, Mavin - Формат: цифрове завантаження, Потокове мультимедіа |
| Freestyle EP | - Випущено: 19 червня 2019 - Лейбл: Jonzing World, Mavin - Формат: цифрове завантаження, Потокове мультимедіа  |
| Bad Commando | - Випущено: 4 жовтня 2019 - Лейбл: Jonzing World, Mavin - Формат: цифрове завантаження, Потокове мультимедіа   |

### Сингли
| Назва                                                     | Рік  | Пікові позиції у чартах | Пікові позиції у чартах | Пікові позиції у чартах | Пікові позиції у чартах | Пікові позиції у чартах | Пікові позиції у чартах | Пікові позиції у чартах | Пікові позиції у чартах | Пікові позиції у чартах | Пікові позиції у чартах | Сертифікації | Альбом               |
| Назва                                                     | Рік  | UK                      | BEL (WA)                | FRA                     | GER                     | IRE                     | ITA                     | NLD                     | SPA                     | Швейцарія               | US                      | Сертифікації | Альбом               |
| --------------------------------------------------------- | ---- | ----------------------- | ----------------------- | ----------------------- | ----------------------- | ----------------------- | ----------------------- | ----------------------- | ----------------------- | ----------------------- | ----------------------- | --- | -------------------- |
| «Dumebi»                                                  | 2019 | —                       | —                       | —                       | —                       | —                       | —                       | —                       | —                       | —                       | —                       | - SNEP: Gold | Rema                 |
| «Why»                                                     | 2019 | —                       | —                       | —                       | —                       | —                       | —                       | —                       | —                       | —                       | —                       | | Rema                 |
| «Corny»                                                   | 2019 | —                       | —                       | —                       | —                       | —                       | —                       | —                       | —                       | —                       | —                       | | Rema                 |
| «Boulevard»                                               | 2019 | —                       | —                       | —                       | —                       | —                       | —                       | —                       | —                       | —                       | —                       | | Freestyle            |
| «American Love»                                           | 2019 | —                       | —                       | —                       | —                       | —                       | —                       | —                       | —                       | —                       | —                       | | Freestyle            |
| «Spiderman»                                               | 2019 | —                       | —                       | —                       | —                       | —                       | —                       | —                       | —                       | —                       | —                       | | Freestyle            |
| «Trap Out the Submarine»                                  | 2019 | —                       | —                       | —                       | —                       | —                       | —                       | —                       | —                       | —                       | —                       | | Freestyle            |
| «Bad Commando»                                            | 2019 | —                       | —                       | —                       | —                       | —                       | —                       | —                       | —                       | —                       | —                       | | Bad Commando         |
| «Lady»                                                    | 2019 | —                       | —                       | —                       | —                       | —                       | —                       | —                       | —                       | —                       | —                       | | Bad Commando         |
| «Rewind»                                                  | 2019 | —                       | —                       | —                       | —                       | —                       | —                       | —                       | —                       | —                       | —                       | | Bad Commando         |
| «Spaceship Jocelyn»                                       | 2019 | —                       | —                       | —                       | —                       | —                       | —                       | —                       | —                       | —                       | —                       | | Bad Commando         |
| «Dumebi Remix» (разом із Беккі Джі)                       | 2020 | —                       | —                       | —                       | —                       | —                       | —                       | —                       | —                       | —                       | —                       | | Сингл без альбому    |
| «Beamer (Bad Boys)» (з Rvssian)                           | 2020 | —                       | —                       | —                       | —                       | —                       | —                       | —                       | —                       | —                       | —                       | | Rema Compilation     |
| «Rainbow»                                                 | 2020 | —                       | —                       | —                       | —                       | —                       | —                       | —                       | —                       | —                       | —                       | | Сингли поза альбомом |
| «Fame»                                                    | 2020 | —                       | —                       | —                       | —                       | —                       | —                       | —                       | —                       | —                       | —                       | | Сингли поза альбомом |
| «Ginger Me»                                               | 2020 | —                       | —                       | —                       | —                       | —                       | —                       | —                       | —                       | —                       | —                       | | Rema Compilation     |
| «Alien»                                                   | 2020 | —                       | —                       | —                       | —                       | —                       | —                       | —                       | —                       | —                       | —                       | | Rema Compilation     |
| «Woman»                                                   | 2020 | —                       | —                       | —                       | —                       | —                       | —                       | —                       | —                       | —                       | —                       | | Rema Compilation     |
| «Peace of Mind»                                           | 2020 | —                       | —                       | —                       | —                       | —                       | —                       | —                       | —                       | —                       | —                       | | Сингли поза альбомом |
| «Bounce»                                                  | 2021 | —                       | —                       | —                       | —                       | —                       | —                       | —                       | —                       | —                       | —                       | | Сингли поза альбомом |
| «Soundgasm»                                               | 2021 | —                       | —                       | 179                     | —                       | —                       | —                       | —                       | —                       | —                       | —                       | - NVPI: Gold - SNEP: Gold                                                                                         | Rave & Roses         |
| «44» (разом із Bad Gyal)                                  | 2021 | —                       | —                       | —                       | —                       | —                       | —                       | —                       | 17                      | —                       | —                       | - PROMUSICAE: Gold                                                                                                | Warm Up              |
| «Calm Down» (соло або з Селеною Гомес)                    | 2022 | 4                       | 1                       | 2                       | 15                      | 5                       | 26                      | 1                       | 23                      | 1                       | 5                       | - BEA: Platinum - BPI: Platinum - BVMI: Gold - FIMI: Platinum - NVPI: Gold - SNEP: Diamond - PROMUSICAE: Platinum | Rave & Roses         |
| «Rizzla» (з The Martinez Brothers & Gordo)                | 2022 | —                       | —                       | —                       | —                       | —                       | —                       | —                       | —                       | —                       | —                       | | Rave & Roses         |
| «FYN» (разом з AJ Tracey)                                 | 2022 | —                       | —                       | —                       | —                       | —                       | —                       | —                       | —                       | —                       | —                       | | Rave & Roses         |
| «Breathe Anthem» (with Breathe Music WA and Mani Lapussh) | 2022 | —                       | —                       | —                       | —                       | —                       | —                       | —                       | —                       | —                       | —                       | | Сингли поза альбомом |
| «Only You» (разом із STANY та Offset)                     | 2022 | —                       | —                       | —                       | —                       | —                       | —                       | —                       | —                       | —                       | —                       | | Сингли поза альбомом |

### Відеокліпи
- «Dumebi» (2019)[61]
- «Bad Commando» (2019)[62]
- «Lady» (2019)[63]
- «Beamer (Bad Boys)» (2020)[64]
- «Ginger Me» (2020)[65]
- «Woman» (2020)[66]
- «Bounce» (2020)[67]
- «Soundgasm» (2021)[68]
- «Calm Down» (2022)[69]
- «FYN» (2022)[70]
- «Holiday» (2023)[71]

## Нагороди та номінації
| Рік  | Нагорода                         | Категорія                              | Номінант / Робота        | Результат    | Прим.         |
| ---- | -------------------------------- | -------------------------------------- | ------------------------ | ------------ | ------------- |
| 2019 | The Headies                      | Пісня року                             | «Dumebi»                 | Номінація    | [ 72 ]        |
| 2019 | The Headies                      | Вибір глядача                          | Rema                     | Номінація    | [ 72 ]        |
| 2019 | The Headies                      | Наступна оцінка                        | Rema                     | Перемога     | [ 72 ]        |
| 2019 | City People Music Awards         | Найбільш багатообіцяючий виступ року   | Rema                     | Номінація    | [ 73 ] [ 74 ] |
| 2019 | City People Music Awards         | Одкровення року                        | Rema                     | Перемога     | [ 73 ] [ 74 ] |
| 2019 | City People Music Awards         | Найкраща нова пісня року               | Rema                     | Номінація    | [ 73 ] [ 74 ] |
| 2020 | Нагороди BET                     | Найкращий новий міжнародний виконавець | Rema                     | Номінація    | [ 75 ]        |
| 2020 | The Future Awards Африка         | Молода людина року                     | Rema                     | Номінація    | [ 76 ] [ 77 ] |
| 2020 | The Future Awards Африка         | Найкраща музика                        | Rema                     | Перемога     | [ 76 ] [ 77 ] |
| 2020 | MTV Europe Music Award           | Найкращий африканський акт             | Rema                     | Номінація    | [ 78 ]        |
| 2021 | MTV Africa Music Awards          | Найкращий співак                       | Rema                     | В очікуванні | [ 79 ]        |
| 2021 | The Headies                      | Хіп-хоп світове відкриття року         | Rema                     | Номінація    | [ 80 ]        |
| 2021 | The Headies                      | Найкращий поп-сингл                    | «Lady»                   | Номінація    | [ 80 ]        |
| 2021 | Net Honours                      | Найпопулярніша поп-пісня               | «Woman»                  | Номінація    | [ 81 ]        |
| 2021 | African Entertainment Awards США | Пісня року                             | «Woman»                  | Номінація    | [ 82 ]        |
| 2021 | Премія Едісона                   | Edison Jazz/World                      | Rema Compilation         | Номінація    | [ 83 ]        |
| 2022 | Odeón Awards                     | Найкраща міська пісня                  | «44» (разом із Bad Gyal) | Номінація    | [ 84 ]        |
| 2023 | Нагороди Soundcity MVP           | Digital Artist of the Year             | Rema                     | Перемога     | [ 28 ]        |